# Brusk Zanganeh
Brusk Zanganeh, född 1 maj 1986, uppvuxen i Göteborg, är en svensk violinist av kurdisk härkomst.  
Zanganeh är utbildat vid Högskolan för Scen och Musik i Göteborg (2006-2009) samt vid Kungliga Musikhögskolan i Stockholm (2009-2011) och Zurich Hochschule (2011-2013).
Sedan 2020 är Zanganeh  i Uppsala Kammarsolister och konsertmästare i Uppsala Kammarorkester.

Zanganeh var under åren 2013-2019 medlem i Norrbotten NEO och konsertmästare i Norrbottens Kammarorkester. Han var även violinlärare vid Luleå Universitet, Musikhögskolan i Piteå och assistent till professor Rudolf Koelman vid Zurich Hochschule. under denna period.

## Diskografi (urval)
- 2014 – ZHdK Strings: Shalik - Concerto for Violin and String Orchestra Rubato Records
- 2017 – Norrbotten NEO: 4 X Anders Eliasson - Chamber Works BIS Records
- 2018 – Norrbotten NEO: New Sweden - Silent Plan Studio Acusticum
- 2019 – Trnotsi: A Musical Journey Through Mesopotamia Babalisk Records
- 2020 – Concierto de Aranjuez – guitar concertos: BIS Records